# Aeropuerto de Nyanza-Lac
El Aeropuerto de Nyanza-Lac (ICAO: HBBL) es un aeropuerto de uso público situado cerca de la ciudad de Nyanza-Lac, una localidad en la provincia de Makamba (Province de Makamba) una de las 18 divisiones administrativas nacionales, en el extremo sur del pequeño país africano de Burundi, cerca del Lago Tanganica (Lac Tanganyika/Tanganica Lake) y los vecinos de Tanzania y República Democrática del Congo.